# یواس‌اس جان ال لاک‌وود (۱۸۵۴)
یواس‌اس جان ال لاک‌وود (۱۸۵۴) (به انگلیسی: USS John L. Lockwood (1854)) یک کشتی بود که طول آن ۱۱۴ فوت (۳۵ متر) بود. این کشتی  در سال ۱۸۵۴ ساخته شد.